# Индуизм в Сингапуре
Индуизм в Сингапуре исповедует 5,1 % взрослого населения страны (данные переписи 2010 года). Первая крупная волна индусов прибыла в Сингапур в начале XIX века. Это были наёмные рабочие Британской Ост-Индской компании, в основном из Тамилнада. Вместе с собой они принесли свою религию и культуру. С их приходом в стране появились индуистские храмы, построенные в дравидийском архитектурном стиле. Первый индуистский храм — Храм Шри Мариамман — появился в Сингапуре в 1827 году. В более поздний период заметную роль в становлении индуизма сыграли богатые индийские торговцы и предприниматели. В настоящее время в Сингапуре насчитывается около 30 индуистских храмов, посвящённых разным божествам индуистского пантеона. В Сингапуре существует два правительственных агентства, занимающихся делами сингапурских индуистов: Hindu Endowments Board и Hindu Advisory Board.